# Benadir
Benadir är ett historiskt kustlandskap i södra Somalia i Östafrika, nordost om Jubafloden. Namnet, som är avlett av persiskans Bandar, "hamn", visar på arabiska och persiska handelsmäns resor till Östafrika under medeltiden. Viktiga hamnar som Mogadishu, Merka och Barawa ligger i området.
Benadir kom under sultanen av Zanzibars kontroll 1871, och var från 1895 en del av Italienska Somaliland. Landskapet har gett namn till den nutida somaliska regionen (gobolka) Banaadir, som dock är vida mindre än det historiska landskapet.